# Jordan-Brouwer-Zerlegungssatz
Der Jordan-Brouwer-Zerlegungssatz ist ein Lehrsatz der Topologie, welcher den Jordanschen Kurvensatz von zwei auf {\displaystyle n} Dimensionen verallgemeinert. Er geht zurück auf den französischen Mathematiker Camille Jordan und den niederländischen Mathematiker Luitzen Egbertus Jan Brouwer. In der deutschsprachigen Literatur findet man den Satz auch  als Trennungssatz von Jordan-Brouwer oder als Zerlegungssatz von Jordan-Brouwer-Alexander. Letztere Namensgebung berücksichtigt die Leistung, welche der amerikanische Mathematiker James Waddell Alexander zu diesem Thema beigetragen hat.

## Aussage
Der Jordan-Brouwer-Zerlegungssatz (in der heute gängigen Fassung) lautet:
Seien {\displaystyle K} und {\displaystyle L} homöomorphe kompakte Teilmengen des {\displaystyle \mathbb {R} ^{n}}. Dann haben die Komplemente {\displaystyle \mathbb {R} ^{n}\setminus K} und {\displaystyle \mathbb {R} ^{n}\setminus L} dieselbe Anzahl von Wegkomponenten.

Speziellere Formulierung:
Wenn {\displaystyle X} eine geschlossene, zusammenhängende Hyperfläche des {\displaystyle \mathbb {R} ^{n}} ist, so besteht deren Komplement {\displaystyle \mathbb {R} ^{n}\setminus X} aus zwei offenen zusammenhängenden Mengen, dem „Inneren“ {\displaystyle D_{1}} und dem „Äußeren“ {\displaystyle D_{0}}. Dabei ist die abgeschlossene Hülle des Inneren, also {\displaystyle {\overline {D}}_{1}}, eine kompakte Mannigfaltigkeit mit Rand {\displaystyle X=\partial {\overline {D}}_{1}}.

## Folgerungen
Der Jordan-Brouwer-Zerlegungssatz zieht neben dem Jordanschen Kurvensatz noch weitere Sätze der Topologie des n-dimensionalen euklidischen Raums nach sich. Dies gibt einen Hinweis auf seine fundamentale Bedeutung.

### Satz von der Invarianz offener Mengen
Sei {\displaystyle U} eine offene Teilmenge des {\displaystyle \mathbb {R} ^{n}} und {\displaystyle f\colon U\to \mathbb {R} ^{n}} eine injektive stetige Abbildung. Dann ist {\displaystyle f(U)\subseteq \mathbb {R} ^{n}} ebenfalls eine offene Teilmenge des {\displaystyle \mathbb {R} ^{n}} und {\displaystyle f\colon \,U\to f(U)} sogar ein Homöomorphismus.
In der deutschsprachigen Literatur wird der Satz auch unter dem ähnlich lautenden Stichwort Invarianz der offenen Menge zitiert.
Da unter stetigen Abbildungen Zusammenhang bzw. Wegzusammenhang stets erhalten bleiben, ergibt sich als Korollar sofort der folgende Invarianzsatz.

### Satz von der Invarianz des Gebietes
Sei {\displaystyle U} ein Gebiet des {\displaystyle \mathbb {R} ^{n}} und {\displaystyle f\colon \,U\to \mathbb {R} ^{n}} eine injektive stetige Abbildung. Dann ist {\displaystyle f(U)\subseteq \mathbb {R} ^{n}} ebenfalls ein Gebiet des {\displaystyle \mathbb {R} ^{n}} und  {\displaystyle f\colon \,U\to f(U)} sogar ein Homöomorphismus.
In der englischsprachigen Literatur findet sich dieser Satz unter dem Stichwort Invariance of domain.

### Satz von der Invarianz der Dimension
Sei {\displaystyle \emptyset \neq U} eine offene Teilmenge des {\displaystyle \mathbb {R} ^{n}} und sei {\displaystyle \emptyset \neq V} eine offene Teilmenge des {\displaystyle \mathbb {R} ^{m}}. Sind {\displaystyle U} und {\displaystyle V} homöomorph, so gilt {\displaystyle n=m}.
Insbesondere sind {\displaystyle \mathbb {R} ^{n}} und {\displaystyle \mathbb {R} ^{m}} für {\displaystyle n\neq m} niemals homöomorph.
In der englischsprachigen Literatur findet sich dieser Satz unter dem Stichwort Invariance of dimension.
Im Jahr 1879 bewies Eugen Netto, dass die bijektive Abbildung des Einheitsintervalls auf das Einheitsquadrat von Georg Cantor nicht stetig sein kann.

## Bedeutung der Sätze, Herleitung, Historisches
Die Bedeutung des Zerlegungssatzes und der Invarianzsätze (und damit die Bedeutung der Leistung Brouwers) beruht nicht zuletzt auf dem Beitrag zur Klärung der seit Georg Cantor in Diskussion befindlichen Frage nach dem Wesen der Dimension des Raums. Cantor hatte im Briefverkehr mit Richard Dedekind gezeigt, dass {\displaystyle [0,1]\,} und {\displaystyle [0,1]\times [0,1]} und damit {\displaystyle \mathbb {R} \,}, {\displaystyle \mathbb {R} ^{2}} und dann auch alle {\displaystyle \mathbb {R} ^{n}} dieselbe Mächtigkeit haben, dass sich also {\displaystyle \mathbb {R} ^{n}} und {\displaystyle \mathbb {R} ^{m}} für {\displaystyle n\neq m} bijektiv aufeinander abbilden lassen. Es wurde jedoch vermutet (im Anschluss an Dedekind), dass keine solche Bijektion ein Homöomorphismus sein könne. Diesen Beweis konnte Brouwer als erster führen. Nicht weniger bedeutsam ist, dass Brouwer zur Herleitung seiner Sätze neue fruchtbare Methoden in die Topologie einführte. So geht insbesondere der Abbildungsgrad (englisch degree) für stetige Funktionen auf Brouwer zurück, welcher sich in der Folge als sehr nützliches Werkzeug erwiesen hat.
Dass neben dem Brouwerschen Zugang auch ein anderer Zugang möglich ist, konnte James Waddell Alexander 1922 zeigen. Er bewies, dass sein Dualitätssatz den Zerlegungssatz nach sich zieht. Die Sätze von der Invarianz offener Mengen, der Invarianz des Gebietes und der Invarianz der Dimension sind für sich auch schon im Rahmen der Singulären Homologietheorie ableitbar. Wie Emanuel Sperner im Jahre 1928 zeigen konnte, sind letztere auch schon unter alleiniger Benutzung elementarer kombinatorischer Hilfsmittel beweisbar.

## Weblink
- Link zur Originalarbeit von Harzheim über „Verallgemeinerung des Zerlegungssatzes von Jordan-Brouwer-Alexander auf Produkte lineargeordneter Kontinuen“